# Војин Зиројевић
Живојин Војин Зиројевић (Ливно, 11. март 1901 — Мрачај, код Босанског Грахова, април 1942) био је учесник Народноослободилачке борбе и народни херој Југославије.

## Биографија
Рођен је 11. марта 1901. године у Ливну. Потиче из сиромашне радничке породице. Основну школу и два разреда Ниже трговачке школе је завршио у Ливну, а књиговезачки занат је изучио у Сплиту, где је касније почео да ради као књиговезац.
Због оптужби да је износио папир и други материјал из предузећа у којем је радио, отпуштен је с посла, а потом и ухапшен. У сплитском затвору се упознао са Вицком Крстуловићем, и другим члановима КПЈ, преко којих је стекао прва сазнања о радничком покрету. После изласка из затвора ангажовао се у раду радничког покрета, због чега је после доношења Закона о заштити државе, 1921. године, ухапшен и осуђен на три године затвора. На робији у Лепоглави наставио је своју револуционарну активност, поставши члан, тада илегалне, Комунистичке партије Југославије (КПЈ).
После изласка са робије, на којој се још боље упознао са теоријом марксизма и комунизма, постао је активан политички радник. У јесен 1934. руководство КПЈ му је поверило задатак да оде у Ливно и да тамо прошири и оживи партијску организацију, која је организована још 1930. године. Захваљујући његовом раду, пред рат је у Ливну и околним селима постојало седам партијских ћелија, а 1938. године је формиран и Месни комитет КПЈ за Ливно.
У лето 1937. године Војин је организовао групу од 9 чланова, с којима је кренуо у Шпанију, да се као добровољци боре на страни шпанске републике. Пошто је полиција дознала за овај план, ухапсила је Војина и остале чланове. После два месеца проведена у затвору, Војин је протеран у Ливно, без права на удаљавање од пет година.
До почетка рата Војин је у Ливну организовао неколико успешних штрајкова ливањских радника, као и штрајк рудара из Тишнице. Августа 1940. године изабран је у чланство Покрајинског комитета КПХ за Далмацију.
После седнице Покрајинског комитета КПХ за Далмацију, одржане 25. априла 1941. године, на којој је и сам учествовао, активно је радио на припреми устанка у Ливну и околини. Организовао је прикупљање и обуку у руковању оружјем, радио је на формирању првих ударних група и десетина. Крајем маја 1941. године Италијани су га ухапсили и одвели најпре у Сплит, а затим у концентрациони логор Ошљак, на острву Угљан. У логору је остао до августа 1941. године, када је по налогу ПК КПХ за Далмацију и ОК КПХ за северну Далмацију, акцијом чланова Котарског комитета КПХ за Преко, био ослобођен и пребачен у Сплит. Из Сплита се, преко Цетине, Врдова и Вјештића поља, пребацио на ослобођену територију Доњег ливањског поља.
Његов долазак на терен Ливна, имао је великог одраза на развој Народноослободилачког покрета на подручју Босанског Грахова, Ливна, Дувна, Купреса, Прозора и Гламоча. Када је организован Окружни комитет КПЈ за Ливно и формиран Ливањски партизански одред, Војин је изабран за члана Окружног комитета и политичког комесара Одреда. У време италијанске офанзиве, септембар-октобра 1941. године, радио је на стварању чврстих партизанских јединица и партијских организација на терену. Посебно се ангажовао у раду са народним масама, којима је објашњавао циљеве Народноослободилачког покрета и италијанско-четничке сарадње.
Одлуком Покрајинског комитета КПХ за Далмацију, 12. новембра 1941. године, донесена је одлука да се формира Динарски партизански одред, а да Војин је буде постављен за политичког комесара. Војин није одмах ступио на ову дужност, јер је до марта 1942. године остао на терену Ливна, радећи на консолидацији Народноослободилачког покрета. Учествовао је на Скендер-вакуфској конференцији војних и партијских руководилаца Босанске крајине.
Априла 1942. године, Војин је дошао на положај партизанског батаљона „Старац Вујадин“, који је тада водио тешке борбе са четницима попа Ђујића. Војин је тада одлучио да оде у четнички штаб на преговоре, да би се зауставио братоубилачки рат. Иако је у партизанском Штабу на Вјештића гори, упозорен да не иде без јаке и добро наоружане пратње, отишао је са само два пратиоца. У Црном лугу је наишао на четнике, који су га прво позвали да им се придружи, а потом га пребили и одвели Италијанима у Книн. После мучења у италијанском затвору у Книну, враћен је четницима, који су га поново мучили и бацили у јаму у близини села Мрачај, код Босанског Грахова.
После неколико сати проведених у јами Војин се освестио и успео да изађе из јаме. Четници су, од локалних чобана, сазнали да је успео да изађе и убрзо дошли. Пошто су га убили, поново су га бацили у јаму.
Указом Председништва Антифашистичког већа народног ослобођења Југославије (АВНОЈ) 26. јула 1945. постхумно је одликован Орденом заслуга за народ првог реда. Указом Президијума Народне скупштине ФНР Југославије 5. јула 1951. проглашен је за народног хероја.